# Tactus
La Tactus è un'etichetta discografica italiana che produce dischi di musica classica.

## Storia
Fondata a Bologna nel 1987 da Serafino Rossi, la casa discografica si contraddistingue per la produzione di dischi di musica classica, con una particolare attenzione ai compositori italiani del periodo rinascimentale e barocco.
La collana di dischi presenta interpretazioni di gruppi e artisti, in maggioranza di origine italiana, che seguono una prassi esecutiva filologica nella interpretazione della musica.
Col tempo il catalogo della etichetta è andato ampliandosi anche a compositori del 1800 e di musica contemporanea.

## Gli artisti prodotti
Fra gli artisti più rappresentativi da essa prodotti, le cui incisioni sono state premiate dalla critica, si possono ricordare:
- Anima Mundi Consort - Danze strumentali medievali italiane (Choc de la Musique)
- Ensemble Ars Italica - Musica del XV secolo in Italia. Le Ballate (Choc de la Musique)
- Modo Antiquo - Antonio Vivaldi, Concerti per molti istromenti (39th Grammy nominee)
- Liuwe Tamminga e Luigi Ferdinando Tagliavini - Andrea e Giovanni Gabrieli, Gli organi della Basilica di San Petronio (Premio Vivaldi – Fondazione Cini)
- Enrico Gatti con l'ensemble La Stravaganza - Musica al tempo di Guido Reni (Choc de la musique) e Arcangelo Corelli, Sonate a tre (Choc de la Musique),
- Roberto Loreggian - Girolamo Frescobaldi, Primo libro delle Toccate (Der Deutschen Schallplattenkritik)